# Ferhad-paša (1484.)
Ferhad-paša (Šibenik, oko 1484. – Smederevo, 1. studenoga 1524.), osmanski vojskovođa i visoki dužnosnik hrvatskog podrijetla

## Životopis
Rođen u katoličkoj obitelji u Šibeniku. Nakon što su ga Osmanlije zarobile, odvele su ga u Osmansko Carstvo. Odveden od obitelji i u nepovoljnu okružju, prešao je na islam. U službi je napredovao i došao do visokih državnih položaja. Postao je beglerbeg Rumelije i vezir za vrijeme vlasti sultana Selima I. Poslije je premješten zapadnije i 1522. obnaša dužnost smederevskog sandžak-bega. Uskoro je pao u nemilost te je pogubljen.